# Enora Latuillièreová
Enora Latuillièreová (* 31. července 1992, Chamonix-Mont-Blanc, Francie) je francouzská biatlonistka a stříbrná medailistka z ženské štafety na Mistrovství světa v biatlonu 2015 ve finském Kontiolahti.
Ve světovém poháru skončila individuálně nejlépe na desátém místě ve sprintu v Östersundu v sezóně 2014/15. S francouzskou štafetou se dvakrát umístila na druhém místě.

## Výsledky

### Olympijské hry a mistrovství světa
Latuillièreová se dosavadně účastnila jednoho Mistrovství světa v biatlonu a to ve finském Kontiolahti. Jejím nejlepším umístěním v závodech jednotlivců je 43. místo z vytrvalostního závodu. V týmovém závodě vybojovala na stejném šampionátu stříbrnou medaili ve štafetě.
| Sezóna  | D  | Místo       | SP | SZ | HZ | IZ  | ŠT | SŠT | Věk    |
| ------- | -- | ----------- | -- | -- | -- | --- | -- | --- | ------ |
| 2014/15 | MS | Kontiolahti | –  | –  | –  | 43. | 2. | –   | 22 let |

Poznámka: Výsledky z mistrovství světa se započítávají do celkového hodnocení světového poháru, výsledky z olympijských her se dříve započítávaly, od olympijských her v Soči se nezapočítávají.

### Juniorská mistrovství
Zúčastnila se dvou Mistrovství světa juniorů v biatlonu. Nejlepším výsledkem je pro ni 5. místo ze stíhacího závodu na šampionátu v rakouském Obertilliachu v roce 2013.
| Sezóna  | D   | Místo                | SP  | SZ  | IZ  | ŠT  | Věk    |
| ------- | --- | -------------------- | --- | --- | --- | --- | ------ |
| 2010/11 | MSJ | Nové Město na Moravě | 10. | 23. | 46. | 13. | 18 let |
| 2012/13 | MSJ | Obertilliach         | 7.  | 5.  | 20. | 7.  | 20 let |

#### Profily
- Enora Latuillièreová v databázi Mezinárodní biatlonové unie (anglicky)